# Femme au col blanc
Ne doit pas être confondu avec Elvire au col blanc.
Femme au col blanc – ou Portrait de Lunia Czechowska – est un tableau réalisé par le peintre italien Amedeo Modigliani en 1917. 

## Description
Cette huile sur toile est le portrait à mi-corps de Lunia Czechowska, une jeune Polonaise réfugiée chez le marchand de l'artiste et son épouse, Léopold et Hanka Zborowski. 

## Historique
Modigliani fait la connaissance de Ludwika Czechowska (surnommée Lunia) par l'intermédiaire de son mécène, Léopold Zborowski. La jeune femme devient l'un des modèles préférés du peintre qui fera d’elle une dizaine de portraits.
Achetée à la galerie Bernheim-Jeune en 1923, l'œuvre fait partie des collections du musée de Grenoble, à Grenoble.